# Alcinoe
Alcinoe is een geslacht van ribkwallen uit de klasse van de Tentaculata.

## Soorten
- Alcinoe rosea Mertens, 1833
- Alcinoe vermicularis Rang, 1828